# Desaparición de Susan Powell
Susan Marie Powell (nacida Cox; 16 de octubre de 1981 - c. 6 de diciembre de 2009) es una estadounidense desaparecida de West Valley City, Utah, cuya desaparición y presunto asesinato, así como la investigación y los acontecimientos posteriores, atrajeron una importante atención de los medios de comunicación. Su esposo, Joshua Powell, fue nombrado persona de interés en la investigación de su desaparición pero nunca fue acusado. El 5 de febrero de 2012, Joshua se suicidó junto con sus dos hijos pequeños, Charles Joshua (nacido el 19 de enero de 2005) y Braden Timothy (nacido el 2 de enero de 2007), en un asesinato-suicidio después de que se hubiera concedido la custodia de los niños a los padres de Susan, Charles y Judy Cox.
El 21 de mayo de 2013, la policía de West Valley City cerró su investigación sobre la desaparición de Susan, afirmando que creían que Joshua la había asesinado y que su hermano, Michael -que se suicidó en febrero de 2013 después de que crecieran las sospechas sobre él  - le había ayudado a ocultar su cuerpo. Desde entonces, ha habido repetidos intentos de declarar legalmente muerta a Susan.

## Antecedentes
Joshua Powell nació el 20 de enero de 1976, hijo de Steven y Terrica Powell en Puyallup, Washington. Los padres de Joshua formaban un matrimonio disfuncional, causado en gran parte por la desafección de Steven con la Iglesia de Jesucristo de los Santos de los Últimos Días. De acuerdo con los archivos de divorcio de Terrica en 1992, Steven compartió pornografía con Joshua y sus dos hermanos varones y se negó a enseñar o imponer límites a ciertos comportamientos. Cuando era adolescente, Joshua supuestamente mató los jerbos de una de sus hermanas y amenazó a su madre con un cuchillo de carnicero. También intentó suicidarse en al menos una ocasión
En 1998, Joshua vivía en Seattle como estudiante de la Universidad de Washington. Fue aquí donde Powell comenzó su primera relación con una joven llamada Catherine Terry Everett, a quien conoció en un barrio de la iglesia SUD local. Después de que los dos se mudaran a un apartamento juntos, Joshua se volvió posesivo con Everett. "Él me ponía restricciones y limitaciones en lo que podía y no podía hacer cuando se trataba de mi familia", recordó más tarde. "Si iba a ir a visitarlos, él también tenía que venir. No podía ir sola". Cuando Everett fue a visitar a un amigo en Utah sin Joshua, decidió no volver a Seattle y rompió con él por teléfono.
Joshua conoció a Susan Cox, una compañera de su curso del Instituto de Religión SUD, durante una cena en su apartamento de Tacoma en noviembre de 2000. Los dos comenzaron una relación y finalmente se casaron en el Templo de Portland Oregon en abril de 2001. Joshua se licenció licenciatura en negocios y trabajó para varias empresas a lo largo de los años, mientras que Susan, que tenía una capacitación en cosmética, aceptó un trabajo en Wells Fargo Investments después de que la familia se trasladara a West Valley City, Utah, un suburbio de Salt Lake City. Los Powell llegaron a tener dos hijos: Charles, nacido en 2005, y Braden, nacido en 2007.
Durante un breve período después de su boda, Joshua y Susan vivieron en la casa de Steven Powell en South Hill, Washington. Inicialmente sin que Susan lo supiera, su suegro Steven había desarrollado un obsesivo encaprichamiento con ella que se avivaba en su proximidad. Steven seguía a Susan por toda la casa con una cámara de vídeo, usaba un pequeño espejo para espiarla mientras usaba el baño, robaba su ropa interior de la lavandería, leía sus diarios para adultos e incluso publicaba canciones de amor en línea bajo un seudónimo. En 2003, Steven confesó sus sentimientos amorosos a una aturdida Susan, que lo rechazó; el encuentro fue captado inadvertidamente por el micrófono de la videocámara de Steven. Los Powell se mudaron fuera del estado poco después, en parte para que Susan pudiera distanciarse de Steven.
Las anotaciones del diario de Susan y su correspondencia por correo electrónico indicaban que  existía una discordia marital. Había tensión con Joshua por su negativa a asistir a los servicios de la iglesia con su familia, y por su continuo contacto con Steven a pesar de las continuas insinuaciones sexuales de su padre hacia Susan. Los amigos de Susan también señalaron los extravagantes gastos de Joshua y su comportamiento "extremadamente controlador" hacia su esposa. Joshua se declaró en bancarrota en 2007, declarando una deuda de más de 200.000 dólares. Susan grabó un video en julio de 2008, en el que analizaba los daños a la propiedad que le atribuía a Joshua, y escribió un testamento secreto que incluía las declaraciones: "Quiero que se documente que hay una gran agitación en nuestro matrimonio" y "Si muero, puede que no sea un accidente, aunque lo parezca".

## Desaparición
En la mañana del 6 de diciembre de 2009, Susan, Charles y Braden asistieron a los servicios de la iglesia. Un vecino los visitó en su casa por la tarde, y se marchó sobre las 5:00 p. m. Esta fue la última vez que Susan fue vista por alguien de fuera de la casa de los Powell.
Al principio, toda la familia Powell fue reportada como desaparecida el 7 de diciembre por sus parientes. La madre de Joshua, Terrica, y su hermana Jennifer Graves fueron a buscar a la familia a su casa poco después de ser informados de que los niños no habían acudido a la guardería esa mañana. Llamaron a la policía cuando no pudieron contactar con Joshua y Susan. La policía irrumpió en la casa, temiendo que la familia pudiera haber sufrido una intoxicación por monóxido de carbono. No encontraron a nadie dentro, pero vieron dos ventiladores aplicados a un lugar húmedo del sofá. Susan no se presentó en su trabajo el 7 de diciembre; su bolso, cartera e identificación fueron encontrados en la casa. Su móvil fue encontrado más tarde en el único vehículo de la familia, un monovolumen Chrysler Town & Country, que Joshua había usado ese día.
Más tarde ese día, alrededor de las 5:00 p. m., Joshua regresó a casa con los dos chicos y fue llevado a la comisaría de policía para ser interrogado. Afirmó que había dejado a Susan durmiendo en casa poco después de la medianoche del 7 de diciembre, y que había llevado a sus hijos de acampada a Simpson Springs en el oeste de Utah. La policía investigó en Simpson Springs el 10 de diciembre, pero no encontró pruebas del campamento que Joshua había descrito. También encontraron sospechoso que Joshua llevara a sus hijos de corta edad de campamento después de la medianoche cuando tenía previsto ir a trabajar sólo horas más tarde. Joshua no le había dicho a su jefe que no iría a trabajar ese día, y le explicó a la policía que era porque pensaba que era domingo y no lunes.

## Investigación
Al registrar la residencia de los Powell el 9 de diciembre, los investigadores encontraron rastros de sangre de Susan en el suelo, pólizas de seguro de vida de Susan por 1,5 millones de dólares y una carta manuscrita de Susan expresando temor por su vida. Los resultados de la prueba de ADN, publicados en 2013, coincidieron con una muestra de sangre de Susan, mientras que se determinó que otra muestra provenía de una "persona de género masculino desconocida"
En agosto de 2012, la policía de West Valley City publicó documentos que mostraban que Joshua realizó acciones que se consideraban altamente sospechosas tras la desaparición de Susan. Joshua liquidó las cuentas de jubilación de Susan, canceló sus sesiones quiroprácticas programadas regularmente y retiró a sus hijos de la guardería. También había hablado previamente con sus compañeros de trabajo sobre cómo esconder un cuerpo en un pozo de mina abandonado en el desierto occidental de Utah.
La policía entrevistó al hijo mayor de la pareja, Charlie, quien confirmó que el viaje de campamento que Joshua describió tuvo lugar; sin embargo, a diferencia de su padre, declaró que Susan se había ido con ellos y no regresó. Semanas después de su desaparición, un profesor informó que Charlie había afirmado que su madre había muerto. Además, los padres de Susan, Chuck y Judy Cox, afirmaron que mientras estaban en la guardería varios meses después de la desaparición, Braden hizo un dibujo de una furgoneta con tres personas dentro y dijo a los cuidadores que "mamá estaba en el maletero".
Los investigadores informaron a los medios de comunicación de que tenían previsto volver a interrogar a Joshua y solicitaron a las estaciones de televisión locales todas las grabaciones y entrevistas (emitidas y no emitidas) de Joshua. El 14 de diciembre, Joshua contrató a un abogado en relación con la investigación, y la policía dijo que se volvió cada vez menos cooperativo. Unos días después, llevó a sus hijos a Puyallup para que se quedaran con Steven durante las vacaciones. El 24 de diciembre, Joshua fue considerado una persona de interés en la investigación. El 6 de enero de 2010, regresó con su hermano Michael para empacar las pertenencias de la familia, indicando que se mudaba permanentemente a Puyallup.

## Acontecimientos en 2010-2012
En Puyallup, Joshua vivió con sus dos hijos, su padre Steven, sus hermanos Michael y Jonathan, y su hermana Alina. Joshua indicó que alquilaría su casa en Utah. Se informó que regresó a Puyallup después de haber perdido su trabajo.
Poco después, se lanzó el sitio web SusanPowell.org. Descrito como "el sitio web oficial de Susan Powell", las entradas anónimas del sitio defendían a Joshua como víctima de una campaña de desprestigio por parte de la familia de Susan, su hermana Jennifer, que estaba separada, y la Iglesia de Jesucristo de los Santos de los Últimos Días. En otras entradas también se especulaba con que la desaparición de Susan estaba relacionada con la de Steven Koecher, un ex periodista que desapareció la misma semana que Susan, y que ambos habían huido juntos al Brasil. Se cree que Joshua y Steven escribieron estos artículos. A finales de 2010, ambos hombres afirmaron que Susan había abandonado a su familia debido a una enfermedad mental y que se había ido con otro hombre. La familia de Susan rechazó estas afirmaciones como "no apoyadas" por ninguna prueba.
El escrutinio de los investigadores se extendió a Steven al enterarse por un amigo de la familia que estaba obsesionado con la esposa de su hijo. Las imágenes de ordenador incautadas en su casa en 2010 mostraron 4.500 imágenes de Susan tomadas sin su conocimiento, incluyendo primeros planos de partes específicas del cuerpo. La policía también dirigió su atención a Michael después de enterarse de que había vendido su Ford Taurus averiado a un desguace en Pendleton, Oregón, poco después de la desaparición de Susan. Cuando la policía encontró el coche, un perro rastreador indicó que un cuerpo humano en descomposición había estado en el maletero. Las pruebas de ADN del coche no fueron concluyentes.
El 14 de septiembre de 2011, las autoridades de Utah descubrieron una posible tumba mientras buscaban en la Montaña Topacio, una zona desértica cerca de Nefi que Joshua había frecuentado en diferentes campamentos. Había indicios de recientes alteraciones del suelo, pero después de excavar unos pocos metros, la policía no pudo encontrar ningún resto, a pesar del cuidadoso tamizado del suelo. Los antropólogos federales también descartaron la posibilidad de que el sitio fuera un antiguo cementerio. La policía continuó examinando el sitio durante un tiempo, pero no ofreció ninguna explicación de por qué anunciaron previamente el hallazgo de los restos cuando en realidad no se había confirmado ninguno. Las autoridades dijeron que estaban siguiendo un olor detectado por sus perros rastreadores.
Las relaciones entre y dentro de las familias Powell y Cox se volvieron cada vez más hostiles. Después de una investigación policial en su casa en 2011, tanto Joshua como Steven hablaron con las principales agencias de noticias sobre los diarios que Susan supuestamente había escrito sobre la relación entre Steven y ella. Steven afirmó que él y Susan se habían  enamorado antes de su desaparición y citó el contenido de los diarios (escritos cuando Susan era adolescente) como prueba para apoyar su teoría de que ella era mentalmente inestable y podría haber huido con otro hombre. Un juez emitió una orden judicial permanente que prohibía a Joshua y Steven publicar cualquier material de los diarios de Susan, ordenando a la pareja que devolviera o destruyera cualquier parte de los diarios ya publicada..
El 22 de septiembre, Steven fue arrestado bajo los cargos de voyeurismo y pornografía infantil después de que la policía encontrase pruebas de que había grabado en secreto a numerosas mujeres y jóvenes, incluyendo a Susan. John Long, asistente del fiscal general del estado de Washington, dijo que Joshua estaba "investigado" por pornografía infantil. Un amigo de Steven afirmó que estaba preocupado por la pornografía y "estaba colgado por [Susan] sexualmente". Chuck Cox solicitó la custodia de los hijos de Susan el día después de que Steven fuera arrestado. Un tribunal de Washington finalmente le concedió a Cox la custodia temporal de los chicos, dictaminando que Joshua tendría que mudarse de la casa de Steven si quería recuperar la custodia. Joshua alquiló una casa en South Hill, pero las autoridades alegaron más tarde que nunca se había mudado a esa casa, simplemente haciendo parecer que había cumplido las instrucciones del tribunal mientras seguía residiendo en la casa de Steven.
A finales de septiembre de 2011, la hermana de Joshua, Jennifer, declaró que creía que Joshua era "responsable de la desaparición de su esposa Susan Powell". Su otra hermana, Alina, también sospechaba de él; sin embargo, más tarde retiró sus sospechas y consideró que Joshua había sido acosado indebidamente por la investigación. Para entonces, West Valley City había gastado más de medio millón de dólares en el caso. El 28 de septiembre, el alcalde Mike Winder indicó que consideraba que el caso valía la pena el gasto, declarando: "Creemos que estamos llegando a ese punto de inflexión en el que tenemos más pruebas candentes que las que hemos tenido en los dos últimos años", y que el caso seguía adelante.
A finales de 2011, Joshua se sometió a una serie de evaluaciones ordenadas por el tribunal en Washington. Las evaluaciones realizadas por James Manley determinaron que Joshua tenía habilidades   adecuadas para la crianza, un historial de empleo estable y ningún antecedente criminal o historial de violencia doméstica. Sin embargo, Manley también planteó cuestiones relativas a las investigaciones penales en curso, la incapacidad de Joshua para admitir las deficiencias personales normales, su comportamiento autoritario con sus hijos y su persistente actitud defensiva y paranoica (atribuida a la policía y a la atención de los medios de comunicación en conjunción con rasgos narcisistas subyacentes). La recomendación inicial fue que Joshua tuviera visitas con sus hijos varias veces a la semana, supervisadas por un trabajador social.
Mientras tanto, Michael creó una página en Google Sites que afirmaba que los padres de Susan abusaban y descuidaban a los niños en connivencia con las autoridades de bienestar infantil, y que la policía de West Valley City había manejado mal la investigación de la desaparición de Susan y estaba acosando a Joshua. Los abogados de la familia Cox impugnaron las acusaciones y Google retiró el sitio después de unos días debido a violaciones de las condiciones de uso.

## Muerte de Joshua Powell e hijos
El 5 de febrero de 2012, la trabajadora social Elizabeth Griffin Hall llamó al 9-1-1 después de llevar a Charlie y Braden a una visita supervisada en la casa de Joshua en South Hill. Hall, que debía supervisar la visita entre Joshua y los chicos, informó que Joshua se los llevó y no la dejó pasar de la puerta. Poco después, la casa explotó, matando a Joshua y a los dos niños. Las autoridades locales trataron el caso como un doble asesinato-suicidio, diciendo que el acto parecía haber sido deliberado.
Cuando las autoridades dieron la noticia a Steven, que estaba en la cárcel, "no pareció muy molesto por la noticia, pero estaba enfadado con las autoridades que lo notificaron". Dos semanas después, Steven invocó su derecho a la Quinta Enmienda para no responder preguntas sobre el caso de Susan Powell. Cox y otros abogados han declarado que creen que Steven sabía lo que realmente le pasó a Susan. Steven fue condenado por cargos de voyeurismo en mayo de 2012 en un juicio que en gran medida eludió la cuestión del caso de Susan.
Tras una investigación relativamente breve, los funcionarios confirmaron que la explosión había sido planeada deliberadamente. Se determinó que la causa oficial de la muerte de Joshua y los dos niños fue la intoxicación por monóxido de carbono, aunque el forense también observó que ambos niños presentaban importantes lesiones en la cabeza y el cuello. Se recuperó un hacha de mano cerca del cuerpo de Joshua, y los investigadores creen que agredió a los niños con ella antes de verse impedido por el humo y los gases. La investigación del incendio también encontró dos latas de gasolina de cinco galones en el lugar, así como pruebas de que la gasolina se había esparcido por toda la casa.
Amigos y parientes de Joshua dijeron a las autoridades que se había puesto en contacto con ellos por correo electrónico minutos antes del incidente para despedirse. Algunos de ellos, incluyendo su pastor, recibieron instrucciones de donde tenía su  dinero. Las investigaciones también mostraron que Joshua había retirado 7.000 dólares de su cuenta bancaria y había donado los juguetes y libros de sus hijos a organizaciones benéficas locales el día antes del incidente. Joshua nombró a Michael como el principal beneficiario de su póliza de seguro de vida.
Charles y Braden están enterrados en el Cementerio Woodbine, que también contiene un monumento a su madre. Los restos de Joshua  fueron incinerados.

## Consecuencias
El 11 de febrero de 2013, aproximadamente un año después de la muerte de Joshua y sus hijos, Michael se suicidó en Minneapolis, Minnesota, donde se había trasladado para hacer estudios de postgrado. Saltó al vacío desde el techo de un estacionamiento. La policía había interrogado a Michael varias veces en 2012 después de descubrir su Ford abandonado en el desguace de Oregón; Michael fue "evasivo" sobre por qué dejó el coche en ese lugar. Las autoridades de Utah han dicho desde entonces que creen que Joshua y Michael fueron cómplices en el asesinato de Susan.
En una entrevista realizada en febrero de 2013, Manley, que había realizado las evaluaciones de 2011-2012 de Joshua para las autoridades de Washington, reconoció sus sospechas de que Joshua estaba involucrado en la desaparición de su esposa. Sin embargo, no mencionó esas sospechas en su informe porque estaban fuera del alcance de sus funciones y porque Joshua no había sido acusado de ningún delito.
El 21 de mayo de 2013, la policía de West Valley City anunció que había cerrado la investigación sobre la desaparición de Susan.
La hermana de Joshua, Jennifer, escribió unas memorias con la coautora Emily Clawson sobre la tumultuosa historia de la familia Powell. Las memorias se publicaron en junio de 2013 con el título Light In Dark Places. Jennifer se decidió a escribir el libro, dice, "para ayudar a otras personas a reconocer el abuso en sus propias relaciones o en las que les rodean, porque no siempre es completamente evidente".
En marzo de 2015, Chuck Cox ganó una larga batalla judicial con Terrica y Alina Powell por el control del patrimonio de Susan. Terrica y Alina habían intentado que Susan fuera declarada legalmente muerta para cobrar el seguro de vida, pero finalmente Cox obtuvo el control total de la propiedad. La familia Cox también demandó al Departamento de Servicios Sociales y de Salud de Washington (DSHS), alegando que la agencia priorizó los derechos paternales de Joshua sobre la seguridad de los chicos lo que facilitó sus muertes. Aunque un tribunal inferior falló inicialmente contra los Cox, el Tribunal de Apelaciones de los Estados Unidos para el Noveno Circuito revocó este fallo y permitió que el caso se juzgase en enero de 2019. La familia de Susan también presionó a los legisladores estatales de Washington y Utah para que aprobaran proyectos de ley que restringiesen o bloqueasen los derechos de visita de los padres que estaban siendo investigados por asesinato.
Steven Powell fue liberado de prisión el 11 de julio de 2017, después de cumplir un total de siete años tras sus condenas por voyeurismo y pornografía infantil. Murió por causas naturales en Tacoma, Washington, el 23 de julio de 2018.
En 2019, el podcast Cold reveló que el "porno de dibujos animados incestuosos" encontrado por la policía de Utah no era de Joshua, ni siquiera provenía de su computadora. Las fotos pornográficas fueron encontradas en un ordenador que en realidad pertenecía a Susan y que la pornografía había sido introducida en la computadora  por una familia de la Iglesia SUD a la que ella había comprado el ordenador usado. A pesar de conocer a quien probablemente había visto e introducido la "pornografía problemática", Cold se negó a identificar a los propietarios originales de la computadora.
Susan sigue siendo una persona desaparecida, pero dado el destino de sus hijos, se cree que fue asesinada por su marido. A partir de marzo de 2018 hubo peticiones para que se la declarara muerta, siendo la causa el homicidio.

## En los medios de comunicación
En octubre de 2018, el podcast Crime Junkie cubrió el caso en uno de sus episodios titulado "Murdered: The Powell Family." 
Dave Cawley, un reportero de KSL Newsradio en Salt Lake City, comenzó un podcast sobre el caso de Susan Powell en noviembre de 2018. El podcast, titulado Cold, ofrece pruebas e información del caso que nunca antes se había hecho pública, como grabaciones de voz y video, entrevistas y más.
En diciembre de 2018, el canal Investigation Discovery estrenó un documental de 85 minutos titulado Susan Powell: An ID Murder Mystery.
Un documental titulado The Disappearance of Susan Cox Powell se estrenó en Oxígeno en mayo de 2019. El especial de dos noches se promocionó como el relato "definitivo" de la investigación, revelando los videos nunca antes vistos de Steven Powell que fueron incautados por la policía cuando fue arrestado. El documental incluía entrevistas con muchas personas que nunca habían hablado en público, incluida la hermana de Joshua Powell, Alina.